# 大阪府立東住吉高等学校
大阪府立東住吉高等学校（おおさかふりつ ひがしすみよし こうとうがっこう、英称：Osaka Prefectural HigashiSumiyoshi High School）は、大阪市平野区にある公立の高等学校。愛称は「ヒガスミ」。

## 概要
全日制普通科高等学校として1955年に開校した。1993年には芸能文化科が併設され、普通科との2学科体制となっている。
芸能文化科では、関西を中心とした日本の芸能について歴史や理論・実践などを深く学ぶことを目的としており、歌舞伎・文楽・能・落語・箏曲、放送・演劇・舞台技術・芸能史など、芸能に関する各分野の専門科目が開講されている。また、歌舞伎役者や落語家、放送・演劇の技術スタッフなど、芸能の第一線で活躍する人たちが、特別非常勤講師として専門科目の授業を担当することもある。日本の高等学校全体をみても同種の学科は珍しいことから、芸能文化科に関しては、大阪府外からの受験・入学も可能となっている。一方で芸能文化科は、タレント等芸能関係者の養成を目的としているわけではなく、また、高校生相当の年齢で芸能事務所に所属する者（アイドルタレント等）が芸能活動をしながら学校に通学するのを目的にしているわけでもない。それらの点は東京の私立高等学校の一部に存在する芸能系の学科やコースとは全く異なる。
2020年4月より共生推進教室の設置校となり、大阪府立なにわ高等支援学校との連携のもとで、知的障害を持つ生徒を受け入れている。共生推進教室の生徒の学籍は大阪府立なにわ高等支援学校となるが、週4回東住吉高等学校に通学し、同校の生徒とともに授業などを受ける。

## 沿革
1955年に全日制普通科高校として開校した。創立当初は大阪市立摂陽中学校の仮校舎で授業をおこない、1年後の1956年に現在地（当時は東住吉区中野町）に校舎が完成した。
1993年には、日本の高等学校で初となる芸能文化科が設置された。

### 年表
- 1952年3月1日 - 東住吉地区高等学校建設委員会が発足[1]
- 1955年3月16日 - 大阪府立東住吉高等学校設置。事務所を大阪府立天王寺高等学校内に置く。
- 1955年3月24日、事務所を大阪市立摂陽中学校に移転（仮校舎）。
- 1955年4月 - 大阪市立東住吉高等学校として、大阪市立摂陽中学校内の仮校舎で開校。
- 1956年4月5日  - 現在地に校舎竣工し移転[1]
- 1973年 - 服装（制服）を自由化（「標準服」化）
- 1993年 - 芸能文化科を併置
- 2020年 - 知的障害生徒の共生推進教室を設置

## 著名な出身者

### 報道
- 鈴木元 - ジャーナリスト
- 岩本泰平 - アナウンサー

### 実業家
- 上村英樹 - 作家、ストーリーデザイナー。実業家

### 俳優
- 辻凪子 - 女優、映画監督
- 寺田有希 - 女優
- 納谷健 - 俳優
- 松田悟志 - 俳優、歌手、声優
- 三倉佳奈 - 女優、タレント、歌手
- 三倉茉奈 - 女優、タレント、歌手
- 三輪晴香 - 女優
- ロア健治 - 声優、歌手、ドラマー、脚本家
- 山野史人 - 俳優、声優

### タレント
- 滝口ミラ -  アイドル、タレント

### お笑い芸人・落語家
- 市川義一 - お笑い芸人「女と男」
- 宇都宮まき - 吉本新喜劇
- 3代目林家染二 - 上方落語家
- 桂しん吉 - 上方落語家
- 桂吉坊 - 上方落語家
- 桂佐ん吉 - 上方落語家
- 桂團治郎 - 上方落語家
- 笑福亭呂翔 - 上方落語家
- 旭堂南龍 - 講談師
- コカドケンタロウ - お笑い芸人「ロッチ」
- 静恵一 - お笑い芸人「サミットクラブ」
- 野村尚平 - お笑い芸人、元「令和喜多みな実」
- ヒガスミ（とっきょん、白井直幸）- お笑い芸人
- 原田泰雅 - お笑い芸人「ビスケットブラザーズ」
- ヤマゲン - お笑い芸人「ネコニスズ」
- 福本ユウショウ - お笑い芸人「ジョックロック」

## 交通
- 近鉄南大阪線 針中野駅より東へ約600m
- Osaka Metro谷町線 平野駅より南西へ約850m
- Osaka Metro谷町線 駒川中野駅より南東へ約900m